# Caspar Theiss
Caspar Theiss (oft Caspar Theyß,  * um 1510; † um 1550 in Berlin) war ein Baumeister der Renaissance in Berlin und der Mark Brandenburg.

## Leben und Wirken
Über seine Herkunft und Ausbildung ist wenig bekannt. Bevor Theiss in die Mark Brandenburg kam, war er vermutlich im sächsischen Torgau tätig. Von dort ging er mit oder auf Empfehlung seines möglichen Lehrherrn Konrad Krebs, dem Baumeister des Schlosses Hartenfels, 1537/38 an den kurfürstlichen Hof Joachims II. nach Berlin-Cölln. Seine erste Erwähnung findet sich in einem 1539 ausgestellten Bürgerbrief. 1540 schenkte ihm der Kurfürst ein Wohnhaus in der ehemaligen Heilige-Geist-Straße 10, das sich bis zur Säkularisation 1539 im Besitz des Klosters Lehnin befand. Gemeinsam mit dem Kurfürstlichen Rat G. Brage, dem Baumeister Kunz (= Konrad) Buntschuh sowie den Münzmeistern P. Mohlradt und A. Schenk betrieb er die „Gesellschaft zur Ausbeutung der Bodenschätze der Mittelmark“, die 1539 das Privileg des Kurfürsten erhielt und 1544 das „Salzwerk Beelitz“ gründete. In der Zeit muss Theiss auch zum Mühlenmeister ernannt worden sein.
Am Hof des Kurfürsten Joachim II. wurde er zwischen 1538 und 1540 mit der Bauleitung des Residenzschlosses in „Cölln an der Spree“ betraut, das Konrad Krebs nach dem Vorbild des Schlosses Hartenfels entworfen hatte. Außerdem werden ihm zahlreiche Renaissancebauten zugeschrieben, an denen er maßgeblich beteiligt war, wodurch „er als die Hauptfigur des Brandenburg.[ischen] Bauwesens der Renaissance […] bis zur Mitte des Jahrh.[underts] angesehen werden“ kann. Zu seinen Werken gehörten der 1540 erfolgte Neubau des Turmhelms (zerstört) der St.-Nikolai-Kirche in Spandau, das Jagdschloss Grunewald, das Jagdhaus Grimnitz bei Joachimsthal am Rand der Schorfheide, das Jagdhaus in Rüdersdorf, das Jagdhaus Bötzow und weitere.
Von seinen Gebäuden sind nur wenige erhalten geblieben und von diesen keins mehr im Originalzustand. Sie wurden in späterer Zeit entweder durch barocke Stilelemente überformt oder abgerissen und durch zeitgenössische Neubauten ersetzt. In Berlin erinnert die in den Ortsteilen Schmargendorf und Grunewald verlaufende Caspar-Theyß-Straße – in einer älteren Schreibweise – an den Baumeister der Renaissance.
Theiss starb um 1550 in Berlin und fand auf dem Friedhof der Nikolaikirche seine letzte Ruhe. Dort war auf der Nordseite, am dritten Pfeiler, bis zum 18. Jahrhundert ein Epitaph angebracht, das wahrscheinlich der Bildhauer Hans Schenck fertigte. Die in Majuskeln eingearbeitete lateinische Inschrift lautete: